# Liv and Maddie: Music from the TV Series
Liv and Maddie: Music from the TV Series es la banda sonora de la serie de Disney Channel, del mismo nombre. Cuenta con 12 canciones interpretadas por la estrella de la serie, Dove Cameron y dos canciones interpretada por la estrella de Teen Beach Movie, Jordan Fisher. La banda sonora fue lanzada el 17 de marzo de 2015 mediante Walt Disney Records

## Sencillos promocionales
"On Top of the World" de Imagine Dragons fue lanzado como primer sencillo promocional de la banda sonora, por Walt Disney Records el 27 de agosto de 2013. «Better in Stereo», fue lanzado como segundo sencillo promocional por Walt Disney Records el 15 de octubre de 2013.  Se filmó un vídeo musical que se emitió en Disney Channel la noche del 29 de octubre de 2013. «Count Me In» se lanzó como tercer sencillo promocional el 3 de junio de 2014. «You, Me and the Beat» fue lanzado como cuarto sencillo promocional el 2 de diciembre de 2014. «What a Girl Is» con Christina Grimmie y Baby Kaely, se lanzó el 5 de marzo de 2015 como quinto y último sencillo promocional.

## Lista de canciones
| N.º   | Título                                                | Producer(s)   | Duración |  |
| 1.    | «Better in Stereo» (Liv and Maddie Theme Song)        | Bardur Haberg | 2:34     |  |
| 2.    | «What a Girl Is»                                      |               | 2:53     |  |
| 3.    | «Say Hey»                                             |               | 2:52     |  |
| 4.    | «As Long as I Have You»                               |               | 3:46     |  |
| 5.    | «What a Girl Is» (con Christina Grimmie & Baby Kaely) |               | 3:18     |  |
| 6.    | «True Love» (Piano Duet) (con Jordan Fisher)          |               | 1:16     |  |
| 7.    | «You, Me and the Beat»                                |               | 3:11     |  |
| 8.    | «True Love»                                           |               | 3:14     |  |
| 9.    | «Count Me In»                                         |               | 2:56     |  |
| 10.   | «On Top of the World»                                 |               | 3:03     |  |
| 11.   | «Better in Stereo» (Single Version)                   |               | 3:03     |  |
| 12.   | «Froyo Yolo»                                          |               | 2:16     |  |
| 13.   | «True Love» (Ballad) (performed by Jordan Fisher)     |               | 3:31     |  |
| 45:52 |                                                       |               |          |  |

## Charts
| Chart (2015)                     | Peak position |
| -------------------------------- | ------------- |
| Estados Unidos (Billboard 200)   | 180           |
| Estados Unidos (Top Heatseekers) | 16            |
| Estados Unidos (Kid Albums)      | 3             |